# Clásico Eliseo Ramírez
El Clásico Eliseo Ramírez es una carrera clásica de caballos que se disputa en el Hipódromo de San Isidro, sobre pista de césped y convoca a potrancas de 2 años, sobre la distancia de 1400 metros. Está catalogado como un certamen de Grupo 2 en la escala internacional y es parte del proceso selectivo de productos.
Se realiza en el mes de abril, en la misma reunión que su similar para potrillos denominado Clásico Raúl y Raúl E. Chevalier.
Esta competencia de importante relevancia técnica se disputa desde 1980 en el césped de San Isidro pero a lo largo de los años recibió diferentes denominaciones, condiciones, cambios de escenarios y distancia. En verdad, el Clásico Eliseo Ramírez fue instituido dentro del calendario argentino en 1890, con el nombre de Producción Nacional. Bajo esa denominación se realizó hasta 1901, cuando pasó a llamarse Eliseo Ramírez, en honor a uno de los socios fundadores del Jockey Club. En 1954 y 1955, se lo llamó Cabildo y desde 1956 recuperó su nombre actual.
También registra un cambio de condición y es la novena carrera más antigua del calendario argentino, instituida siete años después de la primera, que fue el Gran Premio Jockey Club (1883). Desde su creación y hasta 1934, estuvo estructurado para productos y pasó a ser exclusivo para hembras en 1935. También alternó el escenario de disputa, pasando por los hipódromos Nacional y Argentino de Palermo, hasta afincarse definitivamente en San Isidro, en 1980.
La distancia del cotejo también varió. Entre 1920 y 1934 se desarrolló sobre 1500 metros y regresó a sus actuales 1400 metros, a partir de 1935.
Desde 2014, esta prueba sufrió la degradación de gran premio de Grupo 1 a premio clásico de Grupo 2, en la escala internacional.

## Últimas ganadoras del Ramírez
| Año  | Ganador              | País | Jockey                  | País | Padre              | País | Madre            | País | Criador                     | Caballeriza           | Colores            |
| ---- | -------------------- | ---- | ----------------------- | ---- | ------------------ | ---- | ---------------- | ---- | --------------------------- | --------------------- | ------------------ |
| 2025 | Tiz Joy              |      | Martín Valle            |      | Fortify            |      | Tiz Forever      |      | Haras Firmamento            | Firmamento            | Horse racing silks |
| 2024 | Maggie Go            |      | Brian Enrique           |      | Winning Prize      |      | Astrologa Sureña |      | Haras Porta Pía             | Friends               |                    |
| 2023 | De Marina            |      | José Del Jesús Espinoza |      | Treasure Beach     |      | Denali           |      | Haras Pozo De Luna          | Haras Pozo De Luna    |                    |
| 2022 | Señora Colega        |      | Lautaro Balmaceda       |      | Hurricane Cat      |      | Born Wild        |      | Haras El Mallín             | Stud Nosotros         |                    |
| 2021 | Penny Trigger        |      | Edwin Talaverano        |      | Cosmic Trigger     |      | Beauty Babe      |      | Haras Juan Antonio          | Las Canarias          |                    |
| 2020 | No hubo por pandemia |      |                         |      |                    |      |                  |      |                             |                       |                    |
| 2019 | In Her Honour        |      | Eduardo Ortega Pavón    |      | Exchange Rate      |      | Intense Look     |      | Haras Abolengo              | Toroquemero           | Horse racing silks |
| 2018 | Joy Nikita           |      | Fabricio Barroso        |      | Fortify            |      | Dale Niñera      |      | Haras La Biznaga            | La Biznaga            | Horse racing silks |
| 2017 | Samba Inc            |      | Mario Fernández         |      | Include            |      | Stormy Sacra     |      | Haras La Biznaga            | M. de G.              | Horse racing silks |
| 2016 | La Bombonesa         |      | Eduardo Ortega Pavón    |      | Latiendo           |      | Mon Bon Bon      |      | Haras Las Dos Manos         | Las Dos Manos         | Horse racing silks |
| 2015 | Sweetie Girl         |      | Francisco Gonçalves     |      | Star Dabbler       |      | Santiaga         |      | Haras Futuro                | Haras Futuro          | Horse racing silks |
| 2014 | Contessa Linda       |      | Mario Leyes             |      | Lizard Island      |      | Contessina       |      | Haras Abolengo              | Eseerreefe            | Horse racing silks |
| 2013 | Emirate's Girl       |      | Juan Carlos Noriega     |      | Lizard Island      |      | Embrasable       |      | Haras Abolengo              | Chopp                 | Horse racing silks |
| 2012 | Tarsilia             |      | Pablo Falero            |      | Roman Ruler        |      | Trilógica        |      | Haras Vacación              | Vacación              | Horse racing silks |
| 2011 | Come Into            |      | Jorge Ricardo           |      | Honour and Glory   |      | Come Out         |      | Haras de La Pomme           | La Pomme              | Horse racing silks |
| 2010 | Catch The Mad        |      | Edwin Talaverano        |      | Catcher In The Rye |      | Crazy Wells      |      | Haras Firmamento            | Firmamento            | Horse racing silks |
| 2009 | Ishitaki             |      | Edwin Talaverano        |      | Intérprete         |      | Nice Watch       |      | Haras Don Arcángel          | Arcángel              | Horse racing silks |
| 2008 | Savoir Bien          |      | Jesús Medina            |      | Bernstein          |      | Savilla          |      | Haras Santa María de Araras | Santa María de Araras | Horse racing silks |
| 2007 | Qué Piensa Cat       |      | Edwin Talaverano        |      | Easing Along       |      | Compenetrada     |      | Haras El Alfalfar           | El Alfalfar           | Horse racing silks |
| 2006 | Stormy Nimble        |      | Gustavo Calvente        |      | Bernstein          |      | South Nina       |      | Haras La Biznaga            | La Biznaga            | Horse racing silks |
| 2005 | Stormy Niña          |      | Rodrigo Blanco          |      | Bernstein          |      | South Nina       |      | Haras La Biznaga            | La Biznaga            | Horse racing silks |
| 2004 | Valery Lady          |      | Pablo Falero            |      | Roy                |      | Valery Toss      |      | Haras Vacación              | La Esperanza          | Horse racing silks |
| 2003 | Halo Ola             |      | Edgardo Gramática       |      | Southern Halo      |      | Esnaola          |      | Haras Firmamento            | Firmamento            | Horse racing silks |
| 2002 | Miss Terrible        |      | Edgardo Gramática       |      | Numerous           |      | Teidi            |      | Haras Firmamento            | Firmamento            | Horse racing silks |
| 2001 | La Belga             |      | Pablo Falero            |      | Roy                |      | La Baraca        |      | Haras Vacación              | Vacación              | Horse racing silks |
| 2000 | Sandra Dee           |      | Jorge Valdivieso        |      | Lode               |      | Sandy Rama       |      | Haras Santa María de Araras | Santa María de Araras | Horse racing silks |
| 1999 | Reina Victoriosa     |      | Juan José Paulé         |      | Intérprete         |      | Queen of Victory |      | Haras Rodeo Chico           | Rodeo Chico           | Horse racing silks |
| 1998 | Afrodite             |      | Horacio Karamanos       |      | Ocean Falls        |      | Viti             |      | Lineo de Paula Machado      | Río Claro             | Horse racing silks |
| 1997 | Marigold Antú        |      | Miguel Abregú           |      | Farnesio           |      | Marigold         |      | Haras Argentino             | Andrea E.             | Horse racing silks |